# 1148

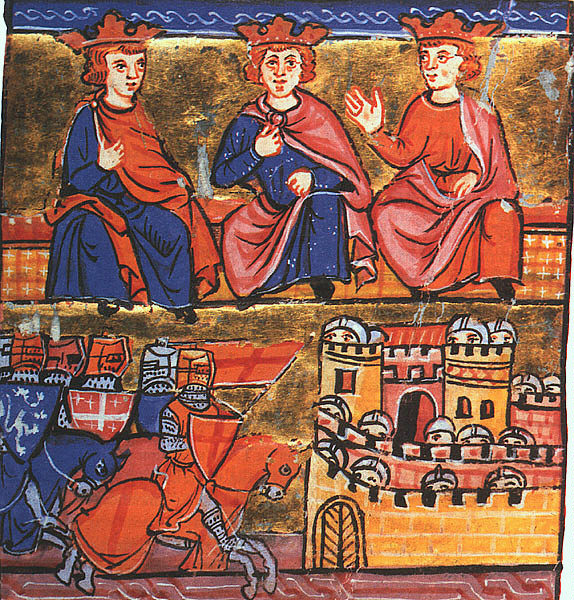
Concilie van Akko

Het jaar 1148 is het 48e jaar in de 12e eeuw volgens de christelijke jaartelling.

## Gebeurtenissen

### Tweede Kruistocht
- 6 januari - Slag bij Mont Cadmus: De Rûm-Seltsjoeken verslaan de kruisvaarders onder Lodewijk VII van Frankrijk, die zware verliezen lijdt.
- 20 januari - Lodewijk VII weet met het restant van leger Satalia te bereiken en scheept zich in naar Antiochië.
- 24 juni - Concilie van Akko: De kruisvaarders onder Koenraad III en Lodewijk VII overleggen met koning Boudewijn III. Vermoedelijk op idee van Koenraad besluiten ze tot een aanval op Damascus, hoewel dat een vredesverdrag met Jeruzalem heeft.
- 24-29 juli - Beleg van Damascus: De kruisvaarders belegeren Damascus, maar het beleg wordt al na 4 dagen opgegeven.
- Het resultaat van de kruistocht is uiteindelijk averechts: Damascus geeft zijn neutrale houding ten opzichte van de kruisvaarders op.

### Overige gebeurtenissen
- Rogier II van Sicilië verovert Mahdia.
- Nur ad-Din beveelt dat alle christenen in Aleppo moeten worden gedood.
- De Ysengrimus wordt geschreven. (of 1149)
- Alfons I van Portugal verovert Abrantes op de moslims.
- kloosterstichtingen: Sénanque, Tussenbeek, Cambron (jaartal bij benadering)
- Grote stadsbrand in Utrecht.
- Hendrik Jasomirgott trouwt met Theodora Komnena
- voor het eerst vermeld: Merksplas, Oeglitsj, Oud-Geleen, Tollembeek, Vloerzegem

## Opvolging
- aartsbisdom Bremen - Adalbert II opgevolgd door Hartwig I van Stade
- Bretagne - Conan III opgevolgd door zijn dochter Bertha, bestreden door broer Hoël III
- Bourgondië (graafschap) - Reinoud III opgevolgd door zijn dochter Beatrix I
- Courtenay - Willem opgevolgd door zijn broer Reinout
- Foix - Rogier III opgevolgd door zijn zoon Rogier Bernard I
- Galilea - Elinard van Bures opgevolgd door zijn broer Willem II van Bures
- Penthièvre - Godfried II opgevolgd door zijn zoon Rivallon
- Savoye - Amadeus III opgevolgd door zijn zoon Humbert III
- Toulouse - Alfons Jordaan opgevolgd door zijn zoon Raymond V
- Venetië (doge) - Pietro Polani opgevolgd door Domenico Morosini

## Afbeeldingen

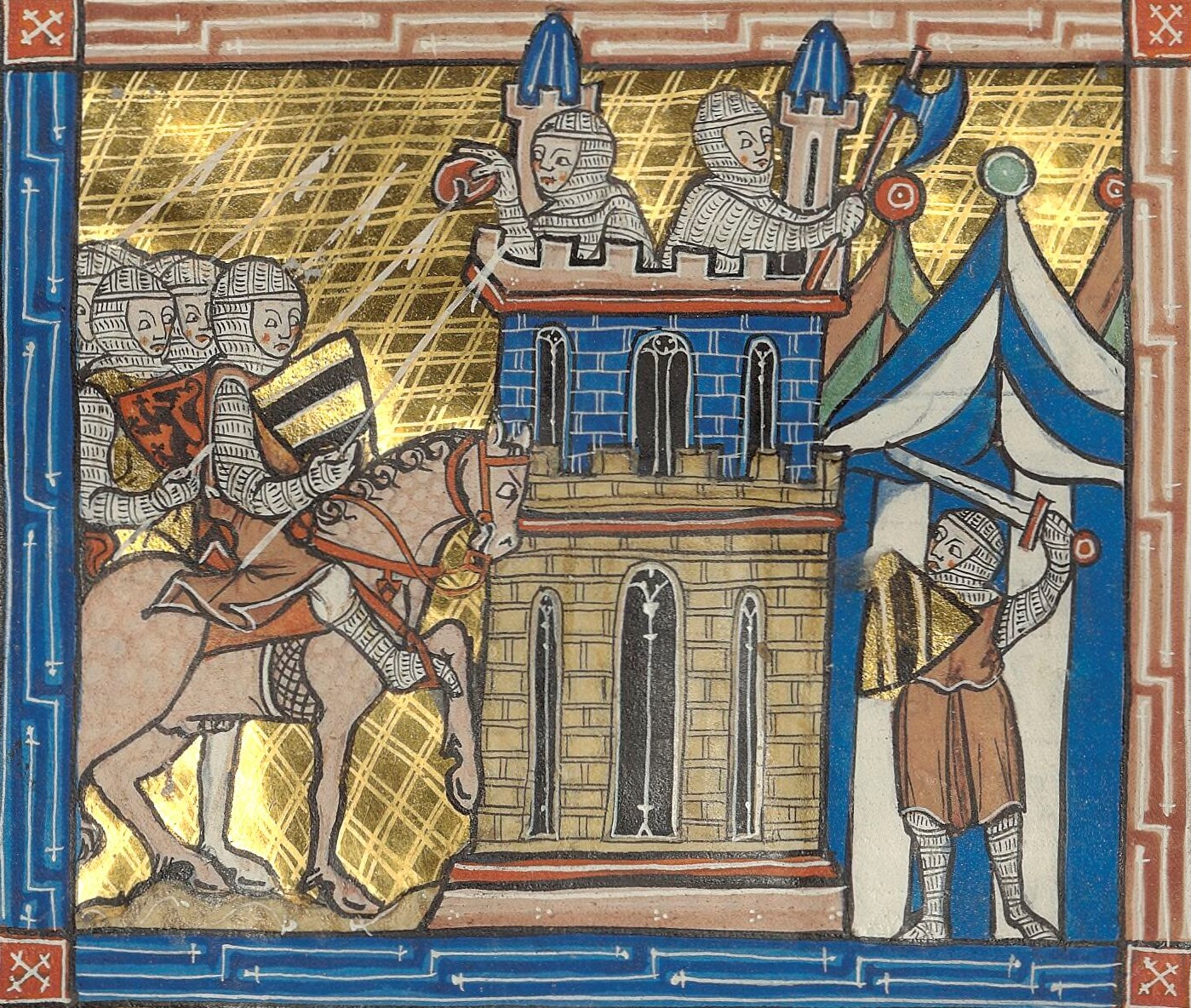
Beleg van Damascus
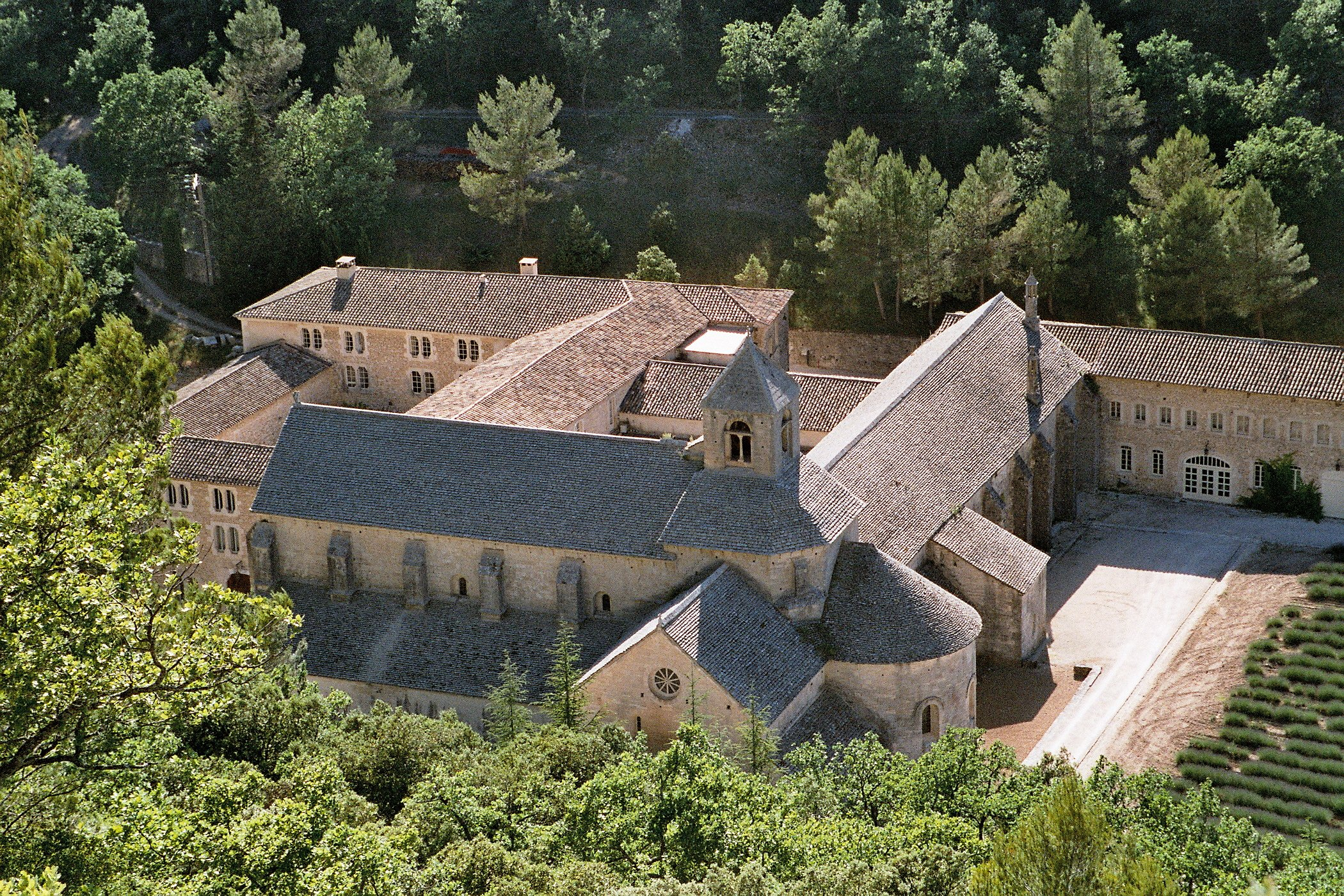
Abdij van Sénanque
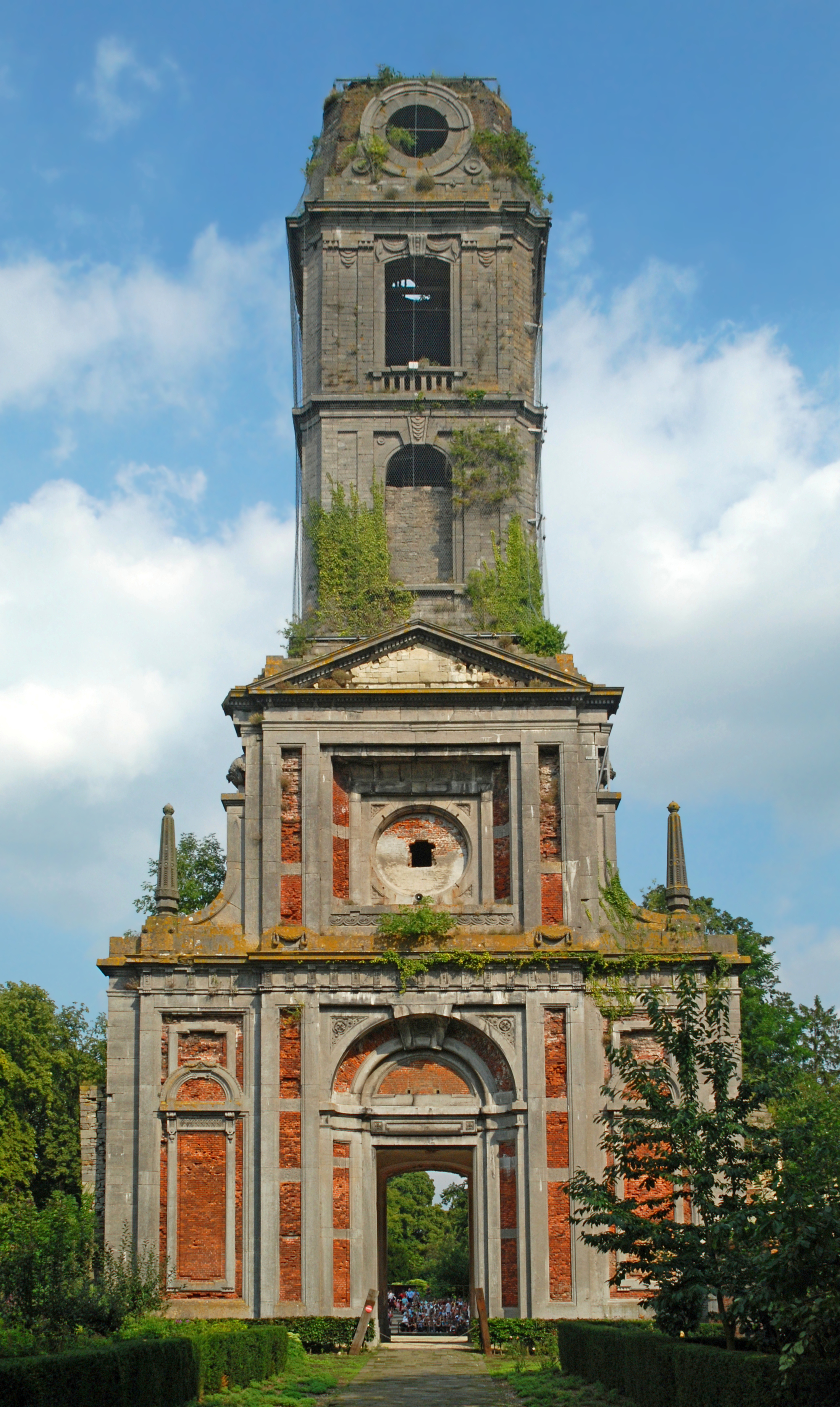
Voormalige abdijkerk van Cambron

## Geboren
- Béla III, koning van Hongarije (1172-1196) (jaartal bij benadering)
- Hugo III, hertog van Bourgondië (1162-1192)

## Overleden
- februari - Alexander, bisschop van Lincoln
- april - Alfons Jordaan, graaf van Toulouse en Rouergue
- 17 september - Conan III, hertog van Bretagne (1112-1148)
- 2 november - Malachias (~54), aartsbisschop van Armagh
- 9 november - Ari Þorgilsson (~81), IJslands kroniekschrijver
- Amadeus III, graaf van Savoye
- Elinard van Bures, prins van Galilea (1142-1148)
- Ernest, Duits abt
- Godfried II, graaf van Penthièvre
- Otto I van Salm, paltsgraaf aan de Rijn
- Reinoud III (~55), graaf van Bourgondië
- Rogier III, graaf van Foix
- Simon van Vermandois, bisschop van Noyon
- Sophia van Montbéliard, Frans edelvrouw
- Willem, heer van Courtenay